# Fusillade de Barquisimeto
 (octobre 2024).
La fusillade de Barquisimeto survient le 29 février 2020 lorsque des colectivos pro-gouvernementaux tirent sur le président de l'Assemblée nationale du Venezuela, Juan Guaidó, et ses partisans à Barquisimeto, dans l'État de Lara, lors d'une manifestation, faisant dix blessés,.

## Contexte
Une lutte de pouvoir pour savoir qui est le président légitime du Venezuela commence le 10 janvier 2019 lorsque l'Assemblée nationale, à majorité d'opposition, déclare que la réélection de Nicolás Maduro en 2018 est invalide, que le poste de président du Venezuela est donc vacant et déclare son président, Juan Guaidó, président par intérim de la nation. En février 2020, Guaidó est reconnu comme président par intérim du Venezuela par 54 pays, dont les États-Unis et la plupart des pays d'Amérique latine et d'Europe.

## Fusillade
Le 29 février, Juan Guaidó organise une marche contre le gouvernement de Nicolás Maduro dans la paroisse Juan de Villegas, à Barquisimeto, dans l'État de Lara. Guaidó se trouve dans une camionnette au moment de la fusillade, qui est la cible de tirs de colectivos pro-gouvernementaux. Des agents du Service national de renseignement bolivarien auraient également participé à l'attaque. La fusillade fait au total dix blessés, dont un garçon de 16 ans. Le véhicule de Guaidó reçoit neuf coups de feu.
Selon le député d'opposition Alfonso Marquina (es), en plus des blessés, une personne est kidnappée.

## Réactions

### Nationales
- Gouvernement vénézuélien : Diosdado Cabello, président de l'Assemblée constituante, déclare que la fusillade est une attaque sous fausse bannière[7].
- Opposition vénézuélienne : Juan Guaidó, après la fusillade, déclare que "la dictature a essayé de m'assassiner aujourd'hui. Ils m'ont visé. Notre seule limite est la limite physique". Guaidó accuse Diosdado Cabello d'être l'auteur intellectuel de la fusillade.

### Internationales
L'Union européenne, l'Espagne et l'Organisation des États américains condamnent l'attaque contre la manifestation.
- Union européenne : L'UE publie une déclaration affirmant que "des actes de cette nature contre l'opposition et l'Assemblée nationale démocratiquement élue et ses membres sont inacceptables et entravent encore davantage les efforts visant à trouver une solution politique à la crise. Le droit de toutes les forces politiques et de la société civile à manifester pacifiquement doit être respecté."
- Espagne : Le ministère espagnol des Affaires étrangères condamne la fusillade et rejette le harcèlement contre Juan Guaidó.